# Río Cañas Arriba (Mayagüez)
Río Cañas Arriba, lugar de nacimiento de Eugenio María de Hostos, es un barrio ubicado en el municipio de Mayagüez en el estado libre asociado de Puerto Rico. En el Censo de 2010 tenía una población de 1354 habitantes y una densidad poblacional de 167,34 personas por km².

## Geografía
Río Cañas Arriba se encuentra ubicado en las coordenadas 18°13′41″N 67°3′31″O / 18.22806, -67.05861. Según la Oficina del Censo de los Estados Unidos, Río Cañas Arriba tiene una superficie total de 8.09 km², que corresponden a tierra firme.

## Demografía
Según el censo de 2010, había 1354 personas residiendo en Río Cañas Arriba. La densidad de población era de 167,34 hab./km². De los 1354 habitantes, Río Cañas Arriba estaba compuesto por el 71.42% blancos, el 9.01% eran afroamericanos, el 3.18% eran amerindios, el 0.3% eran asiáticos, el 9.31% eran de otras razas y el 6.79% pertenecían a dos o más razas. Del total de la población el 98.82% eran hispanos o latinos de cualquier raza.

## Hostos
Río Cañas Arriba es reconocido por ser el lugar donde nació el educador Eugenio María de Hostos. Desde el 2006, allí se encuentra el Museo y Centro de Usos Múltiples Eugenio María de Hostos.